# Chrysopa azygota
Chrysopa azygota är en insektsart som beskrevs av Banks 1915. Chrysopa azygota ingår i släktet Chrysopa och familjen guldögonsländor. Inga underarter finns listade i Catalogue of Life.